# Тарасов, Марат Васильевич
Мара́т Васи́льевич Тара́сов (1 сентября 1930 — 4 марта 2021) — советский поэт, переводчик, заслуженный работник культуры Карельской АССР (1980), Заслуженный работник культуры Российской Федерации (1998), Народный писатель Республики Карелия.

## Биография
Отец, выходец из крестьян деревни Лижма, работал техником на Кондопожской ГЭС, был репрессирован и расстрелян в 1932 году.
В годы Великой Отечественной войны мать с детьми была эвакуирована в Вологодскую область, откуда семья вернулась в Карелию в 1943 году. Учился в школах городов Кемь, Сегежа, Сортавала.
В 1949 году было опубликовано первое стихотворение Марата Тарасова, в 1951 году в журнале «На рубеже» была опубликована поэма «Студенты».
В 1953 году окончил историко-филологический факультет Петрозаводского государственного университета, в 1954 году — Литературный институт имени А. М. Горького.
В 1954 году вышел первый поэтический сборник «Подвиг», в 1955 году Тарасов М. В. принят в Союз писателей СССР.
В 1954—1959 годах — заведующий отделом поэзии журнала «На рубеже».
В 1959—1967 годах — ответственный секретарь Союза писателей Карельской АССР.
Стихи поэта вошли в антологию русской поэзии XX века — «Строфы века» (1995).
Известны его переводы на русский язык карельских писателей и поэтов Ялмари Виртанена, Тобиаса Гуттари, Николая Лайне, Яакко Ругоева.
В 2003—2017 годах возглавлял республиканскую общественную организацию «Карельский союз писателей». Проживал в Петрозаводске.